# Ait Youl
Ait Youl  (in arabo أيت يول‎?) è un centro abitato e comune rurale del Marocco situato nella provincia di Tinghir, regione di Drâa-Tafilalet. Conta una popolazione di 4 870 abitanti (censimento 2014).